# 173

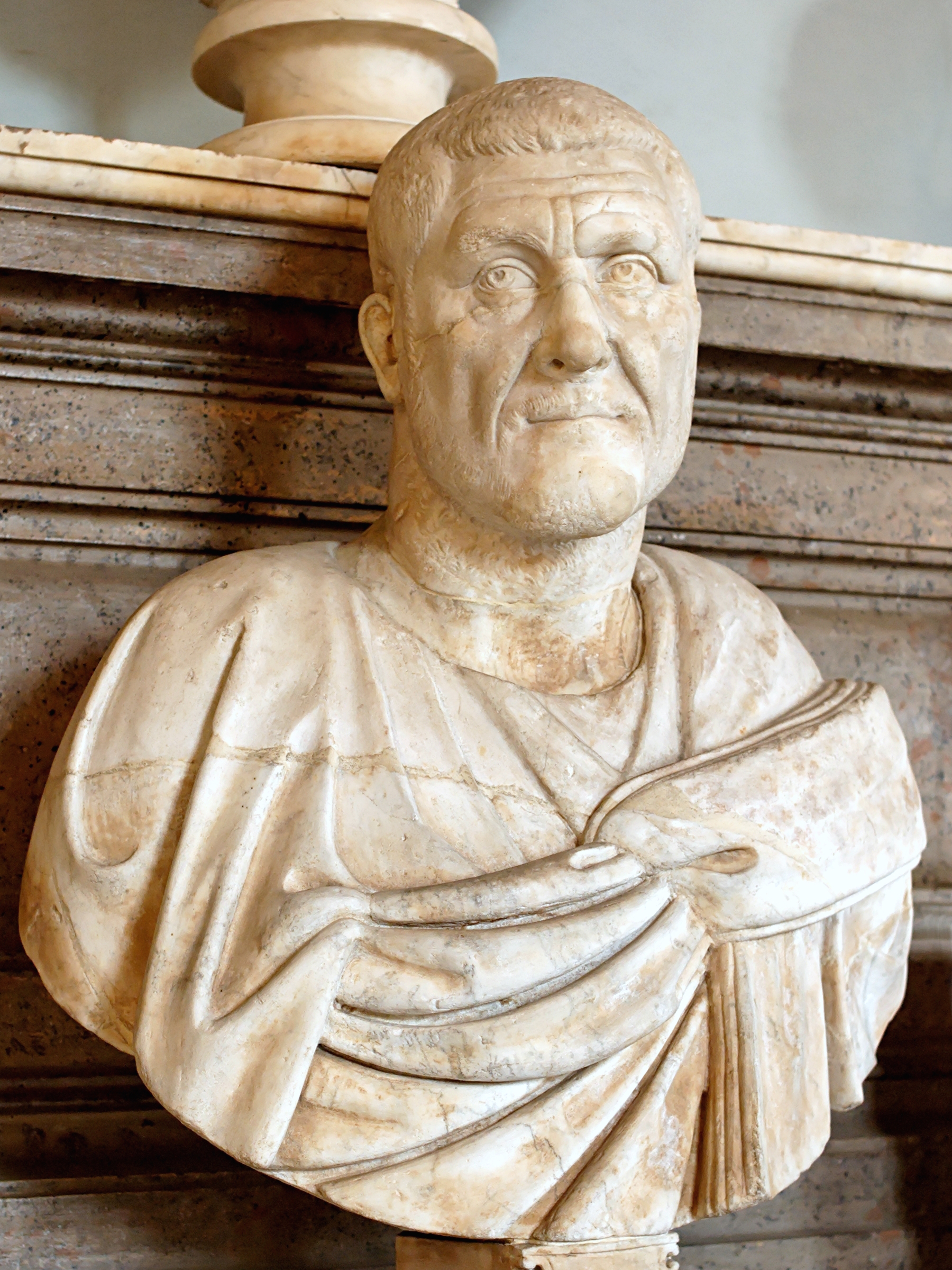
Maximino Trácio

173 (CLXXIII, na numeração romana) foi um ano comum do século II, do Calendário Juliano, da Era de Cristo, teve início a uma quinta-feira e terminou também a uma quinta-feira, e a sua letra dominical foi D.
| Ano completo                        |
| ----------------------------------- |
| Ano comum com início à quinta-feira |

## Nascimentos
- Maximino Trácio (imagem), Imperador romano (m. 238).